# 涼南佳奈
涼南 佳奈（すずな かな、1994年11月17日- ）は、日本のAV女優。ティーパワーズ所属。2020年以降、活動名を涼花（すずか）としている。

## 来歴
大学時代、徹夜明けで昼まで飲んでいた際の帰り道にスカウトされ、企画女優としてデビュー。話だけでも聞いてみようと後日面接を受け合格。3日後には初めての撮影に臨んでいる。企画女優となったのは顔バレが怖かったからで、特に初期はクレジットされていない作品がほとんどである。アダルトサイト動画作品への出演も多いこともあり、総出演作品数は把握されていない。
演技力の高さから単体女優作品の助演（姉役や同級生、先輩社員など）務めることが増え、2017年からオリジナルビデオ作品、2018年から劇場公開映画への出演を果たしている。
2020年8月、涼花（すずか）に改名。

## 人物
AV女優は副業であり、普段は別の仕事をしている。ピンク映画出演をきっかけに演技力の評価する声が業界の内外からある。

## 作品

### アダルトビデオ
- 敏感な勃起乳首を舐めるレズ8（2014年11月19日、ゑびすさん/妄想族）共演：美山ゆず、あすか綾納、愛咲リア、橋本詩織、夏海花凛、水城亜優、椎名綾、小坂りず、愛原れの、泉楓、高沢沙耶
- 女子の足指を丁寧に舐める女子（2015年4月19日、ゑびすさん/妄想族）共演：大見はるか、水城亜優、高山えみり、椎名ことみ、聖菜アリサ、相田瞳
- 面接パンツ 涼南佳奈（2015年6月15日、ワニッチ）
- 超能力悪戯ハイスクール パート2（2015年9月10日、ROCKET）共演：柊木なな、香山美桜、桜木優希音、北川千尋、田原なな実
- 女子校の先生になれるビデオ（2015年11月1日、ムーディーズ）共演：土屋慧、吉川いと、聖菜アリサ
- 黒ギャルヤンキー女子校生ツヨイモノいじめ（2016年7月21日、ROCKET）共演：双葉ゆきな
- プリ尻JK 下尻丸見え超ミニスカートのJK3人組（2016年7月25日、デジタルアーク）共演：丸山れおな、中尾芽衣子
- ワリキリ援交 黒ギャルJK SEX 1（2016年9月7日、デジタルアーク）共演：丸山れおな、中尾芽衣子
- 強制唾液天国 2 顔も股間も胃の中までも濃厚芳醇な唾でボクをグチャグチャにしてください。（2016年10月25日、レイディックス）共演：南梨央奈、江奈るり、桜井みより、瓜生ゆな
- M覚醒4 涼南佳奈（2017年2月13日、セレブの友）
- 宇宙特捜アミーVS悪の女軍団 大ピンチ！（2015年4月10日、GIGA）共演：樹花凜、夏海花凛、聖菜アリサ、高木愛美、美沢優
- 僕らの性欲をまるごと飲み干す！爆乳ごっくん女教師 優月まりな（2018年1月13日、Fitch）共演：優月まりな、愛花みちる
- いつでもどこでも時間停止して中出しできる学園II（2018年3月1日、ムーディーズ）共演：麻里梨夏、天海こころ、栄川乃亜、さくらみゆき、海空花、杏璃さや、愛里るい、森川ひな、生田みく
- 女子校同窓会レズビアンNTR 大好きな今カノの目の前で最低元同級生女友達に寝取られた一部始終。（2018年4月7日、ムーディーズ）共演：椎名そら、あおいれな、紗藤まゆ、真島かおる、愛花みちる
- 100万×中出し 女が欲しいのは愛かお金か中出しか!!?AV女優37人の新感覚中出しサバイバル!!（2019年2月1日、本中）共演：蓮実クレア、玉木くるみ、宮村ななこ、美浦あや、南なつき、今井ゆあ、倉科もえ、河南実里、美谷朱里、海空花、新村あかり、向井藍、前田あこ、ふわり結愛、花咲いあん、藍色りりか、西山楓、市橋えりな、生田みく、乙坂広菜、山咲まなつ、希咲あや、悠月アイシャ、伊東紅蘭、星あんず、児玉るみ、紺野ひかる、明里ともか、水嶋アリス、浜崎真緒、加藤あやの、初美りん、橘メアリー、中尾芽衣子
- セクシーアイドルレスリングMIXED ROUND 2（2019年6月1日、SILVER BIRCH）共演：武井ゆうり
- 100万×中出し 完全版 AV女優37人のガチンコ中出しサバイバルの裏側全部見せます!!（2019年8月25日、本中）共演：蓮実クレア、玉木くるみ、宮村ななこ、美浦あや、藍色りりか、今井ゆあ、児玉るみ、乙坂広菜、美谷朱里、橘メアリー、海空花、愛咲りんか、新村あかり、向井藍、岡部玲子、前田あこ、西山楓、市橋えりな、ふわり結愛、加藤あやの、山咲まなつ、生田みく、明里ともか、悠月アイシャ、伊東紅蘭、涼南佳奈、星あんず、倉科もえ、南なつき、希咲あや、水嶋アリス、初美りん、紺野ひかる、浜崎真緒、花咲いあん、中尾芽衣子
- 『絶対許さねぇ！！』 ピンサロ行ったらクソ生意気女上司の西宮だった。副業禁止なのに…口止め代わりに本番して奴●なみの扱いしてやった。 復讐の超イラマ姦 生意気女にしゃぶらせる！ 西宮ゆめ（2020年11月13日、アイデアポケット）

### イメージビデオ
- 裸体 抑えきれない欲望のエロス/涼南佳奈（2016年12月28日、INTEC Inc）

## 出演

### テレビ
- みんなの大好きな陰毛はこれだ！ 2（2015年10月15日、パラダイステレビ）
- 24時間テレビ エロは地球を救う!2015（2015年12月5日、6日、BSスカパー！） - 乳福神[6][7]
- 人気AV男優が生で教えるSEX寺子屋（2016年、パラダイステレビ）
- AV男優の家にAV女優がアポ無しで泊まりに行ったら業界の掟を破ってSEXしてしまうのか？（2016年、パラダイステレビ）
- 第1回「電マ王戦」（2016年、パラダイステレビ）
- 全日本ビキニ卓球協会 Presents ビキニ卓球トーナメントVol.6（2016年、パラダイステレビ）

### ウェブテレビ
- マジガチランキング・竹山と飲める店 ベロベロ人生相談（2017年7月19日[3]、AbemaTV）

### 映画
- フェチづくし 痴情の虜（2018年3月30日、オーピー動画） - 小森美晴 役[8]
- トーキョー情歌 ふるえる乳首（2018年10月19日、オーピー動画） - 蓼科芽衣 役
  - まん・なか You’re My Rock（2019年8月29日、オーピー映画）[9]
- 人妻の吐息 淫らに愛して（2019年5月3日、オーピー映画） - 大竹葉子 役[10]
- 濡れた愛情 ふしだらに暖めて（2019年3月1日、オーピー動画） - 倉持ひな 役
  - いつか…（2019年8月23日、オーピー動画） - 倉持ひな 役[11]
- おせんち酒場 君も濡れる街角（2019年10月11日、オーピー映画） - 杉本幸枝 役[12]
- 愛憎のうねり 淫乱妻とよばれて（2019年11月8日、オーピー映画）[13] - 淺井奏 役[14]
- 悶憮乱（もんぶらん）の女 ～ふしだらに濡れて～（2020年3月20日、オーピー映画） - 望月アスカ 役
  - モンブランの女（2020年10月22日、オーピー映画）[15]
- ばるぼら（2020年11月20日、イオンエンターテイメント）[16]
- 神戸元町映画館10周年記念オムニバス映画「きょう、映画館に行かない?」「これから」（2021年8月21日）[17]

### オリジナルビデオ
- 新・時空変態人間 タイムストップ・エクスタシー（2017年6月2日、竹書房）
- ダブル・エクスタシー 美女刑事コンビの快感大捜査線（2019年1月8日、竹書房） - 友里恵 役
- 2×1 ツー・バイ・ワン（2019年8月2日、アルバトロス）[18]
- 極道アパート メゾン・ド・エロスへようこそ!（2021年6月2日、竹書房）[19]- 明美

### イベント
- 今夜決まる！主役を全力で引き立てる熱演を魅せる最優秀助演AV女優は誰だ!?私達は女優です！演技派女優4名の演技力を見に来て下さいナイト（2019年10月6日、東京・ネイキッドロフト）[20]